# Osiek (Strzelce Opolskie)
Osiek (deutsch Oschiek, 1936–1945 Karlstal) ist eine Ortschaft in Oberschlesien. Der Ort liegt in der Gemeinde Strzelce Opolskie im Powiat Strzelecki in der Woiwodschaft Oppeln.

## Geographie

### Geographische Lage
Der Ort Osiek liegt etwa 18 Kilometer nördlich von der Kreis- und Gemeindestadt Strzelce Opolskie (Groß Strehlitz) und 30 Kilometer östlich von der Woiwodschaftshauptstadt Opole (Oppeln). Der Ort liegt in der Nizina Śląska (Schlesischen Tiefebene) innerhalb der Równina Opolska (Oppelner Ebene).
Das Dorf liegt am Himmelwitzer Wasser (Chrząstawa). Osiek ist von Waldgebieten umgeben.

### Ortsteile
Ortsteile von Osiek ist Kasztal (Kolonie Carlsthal).

### Nachbarorte
Nachbarorte von Osiek sind im Westen Kadłub (Kadlub), im Norden Carmerau (Spórok) und Groß Stanisch (Staniszcze Wielkie) und im Süden Jędrynie (Jendrin).

## Geschichte
Nach der Neuorganisation der Provinz Schlesien gehörte die Landgemeinde Oschiek ab 1816 zum Landkreis Groß Strehlitz im Regierungsbezirk Oppeln. 1824 wurde die zu Oschiek gehörende Kolonie Carlsthal gegründet. 1845 bestanden in Ort eine katholische Schule, ein Vorwerk, ein Stabeisenhammer, ein Zainhammer, zwei Wassermühlen sowie 44 Häuser. Im gleichen Jahr zählte Oschiek 355 Einwohner, davon 6 jüdisch. 1861 zählte das Dorf 365 Einwohner. 1874 wurde der Amtsbezirk Kadlub gegründet, welcher die Landgemeinden Grodzisko, Kadlub, Oschiek und Rosmierka und die Gutsbezirke Grodzisko, Kadlub Vorwerk, Oschiek und Schimonia Vorwerk umfasste.
Bei der Volksabstimmung in Oberschlesien am 20. März 1921 stimmten 42 Wahlberechtigte für einen Verbleib bei Deutschland und 247 für Polen. Oschiek verblieb beim Deutschen Reich. 1933 lebten im Ort 489 Einwohner. Am 3. September 1936 wurde der Ort in Karlstal/Oberschlesien umbenannt. 1939 hatte der Ort 531 Einwohner. Bis 1945 befand sich der Ort im Landkreis Groß Strehlitz.
1945 kam der bisher deutsche Ort unter polnische Verwaltung und wurde in Osiek umbenannt und der Woiwodschaft Schlesien angeschlossen. 1950 kam der Ort zur Woiwodschaft Oppeln. 1999 kam der Ort zum wiedergegründeten Powiat Strzelecki.

## Sehenswürdigkeiten
- Kapelle aus Backstein im neogotischen Stil

## Vereine
- Deutscher Freundschaftskreis
- Freiwillige Feuerwehr OSP Osiek